# Ichirō Ozawa
Pour les articles homonymes, voir Ozawa.
Ichirō Ozawa (小沢 一郎, Ozawa Ichirō), né le 24 mai ou le 24 juin 1942 dans l'arrondissement de Shitaya (Tokyo), est un homme politique japonais.
Il est élu en 1969 à la Chambre des représentants en remplacement de son père, et entreprend de progresser dans les instances du Parti libéral-démocrate (PLD) au pouvoir, dont il est secrétaire général entre 1989 et 1991.
Il le quitte en 1993 pour devenir l'un de ses principaux opposants. Il appartient ensuite à de nombreux partis politiques, occupant la présidence ou le secrétariat général de plusieurs d'entre eux. Il fonde et dirige notamment le Parti de la nouvelle frontière (Shinshintō), qui forme la principale force d'opposition pendant ses trois ans d'existence. Il est également président du Parti démocrate du Japon (PDJ), premier parti de l'opposition, entre 2006 et 2009, puis secrétaire général jusqu'en 2010. Ayant présidé à la dissolution de nombreuses formations politiques, il reçoit le surnom de « Destroyer ».
En raison de ses importantes responsabilités partisanes, il a détenu une influence particulière sur plusieurs gouvernements. Il a ainsi été la cheville ouvrière des coalitions ayant permis la formation des gouvernements de Morihiro Hosokawa et Tsutomu Hata entre 1993 et 1994 au sein du Parti de la renaissance (Shinseitō). Sous le mandat de Yukio Hatoyama, de 2009 à 2010, il est numéro deux du PDJ au pouvoir. Chef de la principale faction du Parti démocrate et opposant aux successeurs de Hatoyama, il finit par quitter le PDJ en 2012. Il évolue entre plusieurs partis avant de se rapprocher en 2020 du Parti démocrate constitutionnel (PDC).
Il souffre d'une image controversée, liée à son influence supposée occulte à l'origine de son surnom de « Shōgun de l'Ombre » et à plusieurs affaires de financement politique. Il est mis en examen à ce sujet puis acquitté en 2012.

## Origines familiales et formation

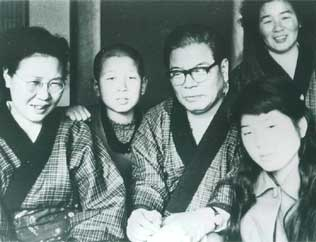
La famille de Saeki Ozawa : Ichirō est le 2e à gauche

Ichirō Ozawa est le fils d'un ancien représentant du 2e district électoral de la préfecture d'Iwate auprès de la Chambre basse, Saeki Ozawa, qui fut l'un des principaux lieutenants de Shigeru Yoshida au sein du Parti libéral ainsi que plusieurs fois ministres des Transports (1948-1949), des Communications (1949) puis des Postes et Télécommunications (1949-1950) et de la Construction (1954). Bien qu'officiellement domicilié avec sa famille dans la ville de Mizusawa (qui s'est fondue en 2006 dans celle d'Ōshū) à Iwate, il est né à Tokyo, où son père travaille en tant qu'avocat. Il passe toutefois une grande partie de son enfance, de 3 à 14 ans, à Mizusawa, et y réalise toute sa scolarité jusqu'à la deuxième année du collège. Il revient ensuite à Tokyo, où il fréquente le collège public no 6 de Bunkyō puis le lycée public de Koishikawa, dans le même arrondissement.
Ichirō Ozawa obtient un baccalauréat en arts à la faculté d'économie de l'Université Keiō, dans l'arrondissement de Minato à Tokyo, en 1967. Il entre ensuite à l'école supérieure de droit de l'Université Nihon dans l'arrondissement de Chiyoda, mais le décès de son père et son entrée rapide en politique le fait interrompre ses études.

## Une ascension au sein du Parti libéral-démocrate

### Le protégé de Kakuei Tanaka

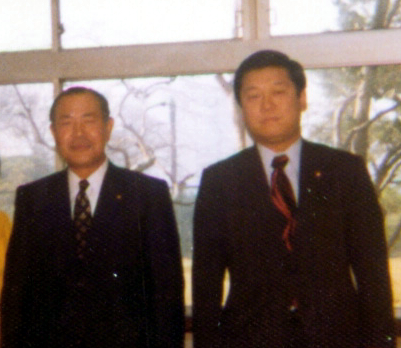
Ichirō Ozawa (à dr.) et son mentor, Kakuei Tanaka, dans les années 1970

En 1969, après le décès de son père en 1968, il est élu pour la première fois (à seulement 27 ans) à la Chambre des représentants pour sa circonscription de l'ancien 2e district d'Iwate (la moitié sud de la préfecture) au scrutin majoritaire plurinominal (sauf en 1972, où il arrive deuxième, et en 1983, où il se positionne en quatrième et dernière place éligible, il est sans cesse élu à la première position) puis, à la suite de la réforme électorale de 1994, pour le 4e district de cette même préfecture (correspondant au quart sud-ouest de son territoire, autour des villes moyennes de Hanamaki, Kitakami, Ōshū et Mizusawa). Il est l'un des principaux soutiens de Kakuei Tanaka, son mentor et figure dominante de la vie politique japonaise dans les années 1970 et au début des années 1980, au sein du Parti libéral-démocrate. Ichirō Ozawa a lui-même déclaré plus tard, à la suite de son décès en 1993 : « Tanaka ne m'a pas seulement appris l'ABC de la politique à l'époque où je fus élu pour la première fois à la législature nationale, mais prit également soin de moi comme un réel père », et c'est lui qui le fait rencontrer sa future épouse, Kazuko Fukuda, fille du chef d'entreprise Tadashi Fukuda (président directeur général d'une entreprise familiale et locale de BTP, la Corporation Fukuda, plus importante compagnie du secteur dans la préfecture de Niigata, où Kakuei Tanaka était élu).

### Les responsabilités gouvernementales
Dans les années 1980 il gravit les échelons au sein du PLD et devient un jeune et populaire leader. Il obtient ainsi ses seules responsabilités ministérielles à cette époque, en étant président de la Commission nationale de sureté publique (organe gouvernemental chargé de coordonner les actions des forces policières et de sécurité publique) dans le second gouvernement de Yasuhiro Nakasone du 28 décembre 1985 au 22 juillet 1986.
Il se fait par la suite remarquer pour ses qualités de négociateurs, tant avec l'opposition sur le plan national que sur le terrain diplomatique. Ainsi, en tant que président de la Commission de la Règlementation et de l'Administration de la Chambre des représentants de 1986 à 1987 puis secrétaire général adjoint du Cabinet de Noboru Takeshita du 6 novembre 1987 au 3 juin 1989, il mène dans l'ombre les discussions pour convaincre les partis d'opposition d'accepter la réforme fiscale engagée par Nakasone (comprenant, en 1987, des coupes dans l'impôt sur le revenu, la suppression de l'exemption d'intérêts d'épargne, la diminution des charges sur les entreprises et la création d'une TVA à 5 %) et reprise par son successeur Takeshita. Il est ainsi considéré comme l'un des principaux artisans de l'adoption de l'impopulaire loi de la taxe sur la consommation du 1er avril 1989 qui crée une taxe indirecte nationale à la consommation sur certains biens et services. Il est également particulièrement présent dans les négociations commerciales qui commencent à avoir lieu avec une administration américaine de plus en plus critique vis-à-vis de la fermeture des marchés japonais : il est chargé ainsi directement des discussions concernant l'obtention de contrats pour des entreprises américaines dans le domaine du bâtiment et des travaux publics en 1987-1988, dans celui de l'armement (il gardera toujours de cette période une relation très proche avec les officiels du domaine de la Défense) en avril 1989 et au sujet de l'accès au marché des télécommunications dans certaines régions japonaises du groupe américain Motorola durant l'été 1989. Il adopte une stratégie du « résultat », se fixant à chaque fois pour objectif d'arriver coûte que coûte à un compromis et refusant de commencer toute négociation tant qu'il n'a pas reçu l'assurance de ses interlocuteurs qu'eux-mêmes souhaitent un accord. Cette tactique, rompant avec la traditionnelle attitude nuancée et contrite des officiels japonais, lui vaut une réputation de redoutable négociateur et lui attire généralement l'estime de ses interlocuteurs.

### La succession de Tanaka
Après le retrait progressif plus ou moins forcé de Kakuei Tanaka du devant de la scène politique entre 1983 et 1987 (il est condamné le 12 octobre 1983 pour corruption dans le scandale dit de l'affaire Lockheed), sa faction, à laquelle appartient Ozawa, le « Club du Jeudi » (木曜クラブ, Mokuyō kurabu), entre dans une série de luttes intestines et de crises. Tout d'abord, Noboru Takeshita tente de s'affirmer comme le successeur de Tanaka en créant en 1985 une « faction à l'intérieur de la faction », le Groupe pour un gouvernement créatif (創政会, Sōseikai), avec le soutien de l'un des deux bras droits historiques de Tanaka, Shin Kanemaru, qui est favorable à un renouveau générationnel, et s'oppose ainsi à un autre vétéran, Susumu Nikaidō. Le Sōseikai draine rapidement une grande partie du « Club du Jeudi » (83 sur ses 118 parlementaires). Or, Ichirō Ozawa n'est autre que le beau-frère de Noboru Takeshita (le frère de ce dernier a, comme lui, épousé une fille de Tadashi Fukuda) et devient donc l'un des principaux lieutenants de ce dernier aux côtés d'autres représentants de la nouvelle génération de cadres de la faction comme Tsutomu Hata ou Ryūtarō Hashimoto, tout en continuant dans le même temps à soutenir son mentor Tanaka.
Et lorsque Kakuei Tanaka finit par trancher en poussant à la tête de sa faction Susumu Nikaidō en juillet 1987, Noboru Takeshita crée sa propre faction, le « Groupe d'études d'Heisei » (平成研究会, Heisei Kenkyūkai) ou Heiseikai, en emportant avec lui 113 des 141 parlementaires du « Club du Jeudi ». Ichirō Ozawa rompt alors pour la première fois avec Tanaka en suivant Takeshita. Celui-ci semble avoir gagné et devient Premier ministre de 1987 à 1989, avant d'être à son tour touché par un scandale politico-financier (l'affaire Recruit-Cosmos). Une nouvelle lutte cette fois-ci plus discrète s'engage entre Shin Kanemaru et Noboru Takeshita au sujet de la domination de l’Heiseikai et donc de la position de personnage le plus influent de la vie politique japonaise. Cette opposition se manifeste au sujet du choix du secrétaire général du parti, charge hautement stratégique venant hiérarchiquement en deuxième position juste après celle du président et dont la charge est de gérer les troupes de la majorité en maintenant l'équilibre entre les différentes factions. Takeshita soutient la candidature de Ryūtarō Hashimoto, Shin Kanemaru celle d'Ichirō Ozawa. Le premier l'emporte d'abord après l'élection à la présidence du mouvement de Sōsuke Uno en juin 1989, mais celui-ci est forcé de démissionner deux mois plus tard à la suite d'un scandale sexuel et son successeur, Toshiki Kaifu, choisit Ozawa comme secrétaire général.
Ichirō Ozawa atteint alors l'apogée d'une ascension rapide au sein du PLD puisque, à 47 ans, il est l'un des plus jeunes secrétaires généraux que ce dernier ait connus (le seul à avoir accédé à cette charge avant ses 50 ans avant lui fut d'ailleurs Kakuei Tanaka, à 47 ans également, en 1965). Partisan avec Shin Kanemaru de l'organisation d'élections législatives avant le terme de la législature (fixée à juillet 1990), il réussit à convaincre le Premier ministre Toshiki Kaifu de dissoudre la Chambre des représentants, alors qu'il y était initialement opposé, le 24 janvier 1990 et ainsi de provoquer un scrutin anticipé pour le 18 février. C'est à ce moment qu'il acquiert sa réputation de fin stratège en période de campagne électorale, et est à l'origine du renouvellement des candidats libéraux-démocrates. De nombreux jeunes et futures figures de la scène politique japonaise sont alors élus pour la première fois, dont notamment le futur ministre des affaires étrangères du PDJ Katsuya Okada, et le surnom d'« Enfants d'Ozawa » (小沢チルドレン, Ozawa chirudoren) est inventé à cette occasion pour désigner cette nouvelle génération de parlementaires mise en avant par le secrétaire général du PLD,. Néanmoins, Ozawa doit démissionner du secrétariat général du parti le 8 avril 1991, au lendemain de l'élection du gouverneur de Tokyo qui a vu la victoire du sortant (autrefois proche du PLD) Shunichi Suzuki face au candidat personnellement soutenu par Ozawa, Hisanori Isomura, ancien correspondant à l'étranger puis cadre dirigeant du réseau audiovisuel public NHK.
À partir de cette époque, il commence à militer pour un renouveau idéologique du PLD, en devenant rapidement l'un des meneurs au sein de l’Heiseikai et du parti, avec Tsutomu Hata, d'une tendance favorable aux réformes libérales menées dans les années 1980 par Margaret Thatcher au Royaume-Uni et à une transformation de l'image de la faction entachées par des scandales politico-financiers à répétition. Mais c'est surtout dans le domaine de la politique étrangère qu'il souhaite un réel changement. Il souligne ainsi les difficultés de la diplomatie japonaise, appelant à ce que le Japon « devienne une nation ordinaire » (普通 の 国 に 成る, Futsū no kuni ni naru) pouvant intervenir sur le plan militaire sous couvert de l'ONU. Il milite ainsi pour que son pays participe à la guerre du Golfe. Pour ce qui est de la réforme de l'État, il défend un renforcement du poids politique du Premier ministre, notamment en augmentant le nombre de ses conseillers ou en faisant annoncer les grandes réformes et orientations politiques du gouvernement directement par son porte-parole et non plus par les différents ministères concernés, et veut réduire la bureaucratie japonaise. Il expose ses opinions dans un livre qui remporte un rapide succès d'édition : Plan pour réformer le Japon (ja) (日本 改造 計画, Nihon Kaizō Keikaku), paru aux éditions Kodansha le 20 mai 1993. Finalement, lorsque Shin Kanemaru tombe à son tour pour corruption en 1992, l’Heiseikai finit d'être décapité, laissant le champ libre à ses membres quadragénaires et quinquagénaires tandis qu'un ultime combat interne s'engage entre Ichirō Ozawa allié à Tsutomu Hata d'une part et Ryūtarō Hashimoto associé à Keizō Obuchi d'autre part. En décembre 1992, Ozawa est battu par Obuchi à la présidence de la faction et décide par conséquent avec Hata et 41 autres parlementaires (33 députés et 8 conseillers) de faire dissidence. Ils créent le 18 décembre 1992 leur propre groupe de pression à l'intérieur du PLD, le « Forum Réforme 21 » (改革 フォーラム 21, Kaikaku fōramu ni-jū-ichi). Désormais partisan résolu de réformes structurelles profondes et de plus en plus critique à l'égard de la direction du parti, Ichirō Ozawa va rapidement faire le choix de le quitter.

## La dissidence et l'opposition

### La motion de censure de1993et la coalition anti-PLD

#### Le «tombeur du PLD»
Le Parti socialiste japonais dépose une motion de censure le 18 juin 1993 pour protester contre le projet de réforme électorale proposée par le gouvernement de Kiichi Miyazawa (comprenant notamment le passage à un scrutin uninominal majoritaire à un tour intégral, l'opposition et de nombreux membres de la majorité, dont Ozawa, préférant au contraire introduire une dose plus ou moins élevée de proportionnelle). Ichirō Ozawa et le « Forum Réforme 21 » décident alors, contre toute attente, de la voter, entraînant son adoption par 255 voix contre 220 à la Chambre des représentants. Il s'agit de la première censure réussie depuis 1980, et seulement la quatrième depuis la fin de la Seconde Guerre mondiale. 37 députés libéraux-démocrates l'ont voté, dont 34 des 35 représentants du groupe Hata-Ozawa (le 35e, Morio Kimura, était absent mais a soutenu l'action de ses compagnons de faction). Kiichi Miyazawa est alors forcé d'en appeler aux électeurs en provoquant des élections législatives anticipées pour le 18 juillet 1993. En prévision de celles-ci, Ichirō Ozawa et Tsutomu Hata quittent définitivement le PLD pour former cinq jours plus tard le plus important des partis dissidents issus de ce dernier au début des années 1990, le Parti de la Renaissance (新生党, Shinseitō), fort des 43 parlementaires du « Forum Réforme 21 » et d'un député qui n'appartenait à aucune faction (Tatsuo Ozawa, ancien ministre de la Construction et de la Santé dans les années 1970 n'ayant aucun lien de parenté avec Ichirō Ozawa),. Hata en prend la présidence et Ichirō Ozawa le secrétariat général.
Le jour du scrutin, le Shinseitō se positionne comme le troisième parti du Japon avec 6 341 364 voix (10,1 % des suffrages exprimés) et 55 sièges sur 511, derrière le PLD qui perd sa majorité (36,62 %, 223 élus) et le PSJ (15,43 %, 70 députés). Ichirō Ozawa est lui-même réélu avec le plus important score de l'histoire de sa circonscription au scrutin majoritaire plurinominal, avec 40,8 % des suffrages exprimés face à 5 autres candidats, il obtient plus du double du score de celui arrivé en deuxième position. Ichirō Ozawa devient alors la cheville ouvrière d'une large coalition anti-PLD et anti-PCJ à sept partis (PSJ, Shinseitō, les deux petites formations sociales-démocrates du Parti démocrate socialiste PDS et de la Fédération social-démocrate FSD, le mouvement centriste confessionnel du Kōmeitō ainsi que deux autres partis dissidents du PLD formés en 1992-1993 : le Nouveau parti du Japon NPJ et le Nouveau Parti pionnier NPP) qui aboutit à la formation du gouvernement de Morihiro Hosokawa (président du NPJ). Le Shinseitō y obtient 5 portefeuilles ministériels sur 20 (autant que les socialistes) dont ceux clés des Affaires étrangères (Tsutomu Hata, qui est aussi vice-Premier ministre), des Finances (Hirohisa Fujii) et du Commerce international et de l'Industrie (Hiroshi Kumagai).

#### Le «Shōgun de l'Ombre»
S'il n'entre pas au Cabinet, Ichirō Ozawa est considéré (quelquefois en étant associé avec son homologue du Kōmeitō, Yūichi Ichikawa) par les médias, les analystes politiques, l'opposition et ses partenaires de cette majorité hétéroclite comme le principal maître d'œuvre de sa politique. Accusé de reprendre les « vieilles méthodes » du PLD, à savoir la négociation en coulisse des décisions importantes en communiquant le moins possible, et comparé à ce que fut Kakuei Tanaka dans les années 1970 et 1980, il est surnommé pour cette raison le « Shogun de l'ombre » (影の将軍, Kage no shōgun).
Le caractère d'Ozawa, sa mainmise supposée sur le jeu politique mais aussi ses idées politiques (libéralisme économique et interventionnisme diplomatique, notamment en défendant la renaissance d'une armée japonaise à part entière) sont particulièrement critiquées par l'aile libérale (au sens politique du terme, c'est-à-dire les tendances les plus à gauche) du PSJ et du NPP, et deviennent bientôt les principaux facteurs de division de la coalition. Après la démission de la tête du gouvernement de Morihiro Hosokawa le 8 avril 1994, Ichirō Ozawa, soutenu par le Shinseitō, le NPJ et le Kōmeitō, souhaite le remplacer par son principal allié Tsutomu Hata, mais cette candidature est vivement combattue par le PSJ et le NPP, qui considèrent ce dernier comme la « marionnette d'Ozawa ». Afin de marginaliser ces derniers, il tente d'attirer vers la coalition d'autres membres du PLD, notamment Michio Watanabe et sa faction, héritiers de l'ancien Premier ministre reaganien Yoshihiro Nakasone.
À la suite de l'accession de Hata à la tête du gouvernement, le PSJ quitte la coalition (tout en maintenant un soutien provisoire au gouvernement jusqu'au vote longtemps retardé du budget pour l'année fiscale 1994) et le NPP, tout en confirmant son soutien, n'est pas reconduit au sein du Cabinet. Hata forme donc un gouvernement minoritaire en sursis : lorsque le PLD dépose une motion de censure dès le 25 juin suivant, le PSJ et le NPP annoncent tous deux qu'ils la voteront, poussant le Premier ministre à démissionner avant que le scrutin de défiance n'ait eu lieu. Une grande coalition entre les libéraux démocrates, le PSJ et le Nouveau Parti pionnier se forme alors le 30 juin 1994, portant à la tête du gouvernement un socialiste, Tomiichi Murayama. Ichirō Ozawa et le Shinseitō passent donc dans l'opposition.

### Chef de l'opposition pour la première fois avec le Shinshintō
Ichirō Ozawa s'attache alors à rassembler les membres de la majorité sortante « anti-PLD, anti-PCJ » qui n'ont pas rejoint la grande coalition (Shinseitō, Kōmeitō, NPJ et PDS) et les derniers dissidents libéraux démocrates en date qui, derrière l'ancien Premier ministre Toshiki Kaifu, ont rejeté l'alliance, qu'ils jugent « contre nature », de leur parti avec les socialistes. De ce rapprochement naît le 10 décembre 1994 le Parti de la nouvelle frontière (新進党, Shinshintō), le nouveau grand parti d'opposition à la Diète avec 178 députés sur 511 et 36 conseillers sur 252. Toshiki Kaifu est élu président du parti et Ozawa, qui l'a soutenu face à son ancien allié Tsutomu Hata, reprend la fonction de secrétaire général. Et lorsque Kaifu démissionne en décembre 1995, il investit officiellement Ichirō Ozawa qui décide ainsi de sortir de l'ombre pour prendre la tête de la principale force d'opposition, s'opposant à Hata (qui lui a le soutien de l'autre ancien Premier ministre Morihiro Hosokawa) dans un vote ouvert à l'ensemble des militants le 27 décembre. Ozawa le remporte largement (avec 1 120 012 voix contre 566 998 à son ex-compagnon politique, soit 66,4 % des suffrages exprimés). S'il tente de maintenir l'unité du parti en nommant des partisans de son adversaire à des postes clés, il ne peut empêcher la constitution autour de ce dernier d'une « faction anti-Ozawa ».

#### Une opposition d'abord frontale
Le 11 janvier 1996, il s'oppose au nouveau chef de la majorité et du PLD, son ancien rival au Heiseikai, Ryūtarō Hashimoto, pour l'élection au poste de Premier ministre à la Diète mais, comme prévu, est assez largement battu (par 167 voix contre 288 pour Hashimoto à la Chambre des représentants).
Il adopte ensuite une stratégie d'opposition forte, rompant avec la tradition japonaise des négociations entre partis présents à la Diète pour arriver à un compromis et adoptant un style politique plus proche de ceux des pays occidentaux. Il engage notamment un véritable bras de fer avec la majorité pendant la première moitié de 1996 au sujet du budget de l'année. Et lorsque le gouvernement annonce le 5 mars un plan de prise en charge par l'État, à hauteur de 6,8 milliards de dollars issus de l'argent du contribuable, des « mauvais prêts » accordés par plusieurs compagnies d'emprunts immobiliers (appelées jusen) et de la moitié des dettes « secondaires » engendrées par eux, il mène une importante fronde parlementaire contre ce projet. Les députés du Shinshintō boycottent les séances de la commission du Budget et empêchent leurs confrères d'accéder à sa salle de réunion, tandis qu'Ichirō Ozawa multiplie les interventions dans les médias et organise une marche de protestation à travers le centre de Tokyo. Un budget de 750 milliards de yens est finalement voté le 10 mai, soit plus d'un mois après le commencement de l'année fiscale, et, la veille de la clôture de la session parlementaire le 18 juin, la Chambre des conseillers valide six lois de liquidation de jusen.

#### Des résultats en demi-teinte aux législatives de 1996
Pour les élections législatives anticipées du 20 octobre 1996 (les premières à se dérouler selon le nouveau système électoral mis en place par la coalition anti-PLD en 1994, remplaçant l'ancien scrutin majoritaire plurinominal par un double suffrage, uninominal majoritaire à un tour dans des circonscriptions locales pour 3/5 des 500 députés et proportionnelle dans des blocs régionaux pour les 2/5 restants), il fait campagne sur les thèmes d'une baisse d'impôts généralisée (il promet ainsi une réduction de 50 % des impôts sur le revenu et locaux, l'abolition de celui sur la propriété et une diminution plus légère de l'impôt sur les bénéfices des entreprises, tout en s'engageant à ne pas augmenter la taxe nationale sur la consommation contrairement à ce qui est prévu par la majorité en place pour avril 1997) et de profondes coupes budgétaires par le biais de réformes structurelles. Ce programme est critiqué par le plus important quotidien économique du pays, le Nihon Keizai Shinbun, comme étant, selon lui, « irréaliste », mais permet à l'opposition de focaliser le débat sur le très impopulaire projet gouvernemental de hausse de la taxe sur la consommation.
D'un autre côté, il doit faire face à l'apparition d'un autre mouvement d'opposition libéral, le Parti démocrate du Japon tout juste fondé par environ la moitié des parlementaires socialistes, de nombreux dissidents du NPP menés par deux personnalités populaires (Naoto Kan et Yukio Hatoyama), et un député ayant quitté le Shinshintō (Kunio Hatoyama). Eux aussi font campagne sur les thèmes de la dérégulation et de la diminution du poids de l'administration d'État. Le jour du scrutin, le Shinshintō échoue à prendre le pouvoir mais confirme sa position de deuxième parti du Japon, derrière le PLD, et de première force d'opposition, avec 27,97 % des suffrages exprimés au scrutin uninominal et 96 circonscriptions sur 300 remportées (contre 38,63 % et 169 districts pour le PLD), ainsi que 28,04 % des voix et 60 sièges sur 200 à la proportionnelle (soit à peine quatre points et dix élus de moins que les listes libérales-démocrates). Avec 156 députés en tout sur 500, il perd 4 sièges par rapport à l'assemblée sortante qui comportait 511 membres. Le 7 novembre suivant, lors de l'élection du Premier ministre à la Chambre des représentants, il recueille 152 voix contre 262 à Ryūtarō Hashimoto et 51 à Naoto Kan.

#### La remise en cause de son autorité
Par la suite, le Shinshintō se délite de plus en plus, un nombre croissant de voix s'élevant contre le style autoritaire d'Ozawa ou lui reprochant de ne pas avoir réussi, comme promis, à gagner les législatives. Tout d'abord, Tsutomu Hata et une bonne partie de la « faction anti-Ozawa » (10 députés et 3 conseillers) quittent le mouvement pour créer le Parti du Soleil (太陽党, Taiyōtō) dès le 26 décembre 1996. Le lendemain, un autre membre de la Chambre haute, Katsuya Ogawa, rejoint le PDJ. Entre octobre 1996 et août 1997, ce sont en tout 33 parlementaires (dont 23 députés et 10 conseillers) qui ont fait dissidence. Pour contrer cette hémorragie, Ichirō Ozawa finit par défendre l'idée d'une « coalition conservatrice » qui unirait le Shinshintō au PLD, proposée par plusieurs dirigeants de ce dernier et du gouvernement (notamment le Secrétaire général du Cabinet Seiroku Kajiyama, son adjoint Kaoru Yosano, le ministre de la Construction Shizuka Kamei et l'ancien Premier ministre Yasuhiro Nakasone) en opposition au sein de leur propre camp avec les tenants du maintien de l'alliance avec les socialistes (le secrétaire général du mouvement Kōichi Katō, son adjoint Hiromu Nonaka et le président du conseil de recherche politique Taku Yamasaki). Mais ce projet est vivement critiqué par les membres du Shinshintō issus du Kōmeitō (45 membres) et du PDS (24 parlementaires), qui jusque-là soutenaient Ozawa, et l'explosion du parti semble désormais inévitable.
Ichirō Ozawa est certes réélu à sa tête le 18 décembre 1997 lors d'un vote disputé ouvert aux seuls parlementaires et aux élus préfectoraux, par 230 voix contre 182 à Michihiko Kano, mais il subit un nouveau revers lorsque les membres du « groupe Kōmei » à la Chambre des conseillers (comprenant des membres de l'ancien Kōmeitō ayant refusé d'adhérer au parti en 1994 tout en restant proches de lui) refusent ses appels répétés à présenter des candidatures communes pour les élections de la moitié des membres de la chambre haute qui doivent avoir lieu en 1998. Moins de dix jours plus tard, le 27 décembre, les parlementaires du parti décident en assemblée générale sa dissolution qui est effective le 31 décembre.

### Le Parti libéral

#### Une coalition de l'opposition à la chambre haute
Si le but d'Ozawa dans cette dissolution était de réaffirmer sa position dominante au sein de l'opposition, le Parti libéral (自由党, Jiyutō) qu'il crée pour réunir ses partisans le 6 janvier 1998 ne rassemble que 54 parlementaires (42 députés et 12 conseillers, bientôt rejoint au cours de l'année 2008 par deux députés supplémentaires portant le nombre de membres de la Diète à 56) sur les 173 que comportaient le Shinshintō. Le reste s'éclate en six formations avant de se rassembler soit dans le PDJ (qui devient ainsi le nouveau grand parti d'opposition) dès le 12 mars 1998 pour les conservateurs anti-Ozawa et les ex-démocrates sociaux, soit dans un Nouveau Kōmeitō qui renaît de ses cendres le 7 novembre 1998, quatre ans après sa dissolution.
Lors du renouvellement de la moitié de la Chambre des conseillers le 12 juillet 1998, il maintient sa représentation à la chambre haute : 6 de ses 12 conseillers voient leurs sièges renouvelés, autant sont élus sous les couleurs du parti (un au scrutin uninominal majoritaire à un tour dans la préfecture de Wakayama, cinq à la proportionnelle nationale). Ichirō Ozawa apporte alors dans un premier temps son soutien au président du PDJ, Naoto Kan, lors du vote à la Diète pour le choix du nouveau Premier ministre à la suite de la démission de Ryūtarō Hashimoto : le PLD n'ayant plus à lui la seule majorité absolue à la chambre haute, et sa coalition avec les socialistes et le NPP étant dissoute, Kan, qui réunit derrière son nom le vote de l'ensemble de l'opposition (y compris, une première au Japon, du Parti communiste), obtient la majorité à la Chambre des conseillers (par 142 voix contre 103 au nouveau chef du PLD, Keizō Obuchi, qui est toutefois élu par la Chambre des représentants qui a le dernier mot).

#### Retour éphémère dans la majorité
Mais la présence des communistes dans cette coalition hétéroclite et le plan de réforme du système bancaire très à gauche imposé au gouvernement par Naoto Kan (nationalisation de la Banque de crédit de longue durée du Japon qui était en difficulté, renforcement de la législation sur le contrôle du secteur) indisposent Ozawa, qui reste un ferme partisan du libéralisme économique, et finissent par le pousser à signer un accord de majorité avec le Premier ministre Keizō Obuchi le 19 novembre 1998. Le 14 janvier 1999, son second, Takeshi Noda, entre dans le gouvernement en tant que président de la Commission nationale de sécurité publique, et plusieurs réformes chères à Ozawa sont alors engagées.
C'est le cas notamment sur la « Réforme de l'Administration centrale » (qui diminue le nombre de ministères en les fusionnant ou en les remaniant en profondeur et qui renforce le poids du Premier ministre en lui définissant une sorte de « domaine réservé » concernant les « principes fondamentaux » en politique étrangère, de sécurité nationale, de gestion administrative, financière et économique générale, de planification budgétaire et d'organisation des organes et personnels administratifs, ou en augmentant le nombre de ses collaborateurs, tandis que le poids de la bureaucratie est légèrement diminué en supprimant la charge de « vice-ministre administratif » qui secondait jusque-là le ministre avec un « vice-ministre parlementaire », et création au contraire d'un « secrétaire parlementaire » situé juste en dessous d'un « vice-ministre », tous deux des membres de la Diète), la « Décentralisation régionale » (qui met fin au système des fonctions déléguées par les agences gouvernementales, dit ADF pour Agency-delegated function, par lequel l'essentiel des missions des collectivités locales revenaient à des délégations de pouvoir du gouvernement central et donc à seulement appliquer les politiques décidées par ce dernier, la réforme donne également de nouvelles compétences aux préfectures et communes) ou la réforme de la Constitution (avec l'instauration, le 29 juillet 1999, de commissions de recherche sur le sujet dans les deux chambres de la Diète).
Il précise d'ailleurs à cette époque sa vision de la Constitution et de sa transformation qui, pour lui, doit la rendre plus adaptée aux valeurs japonaises. Tout en ne remettant pas en cause ses principes fondamentaux (pacifisme, respect des droits de l'Homme, souveraineté du peuple et coopération internationale), il appelle à la reconnaissance des Forces d'autodéfense comme une armée à part entière ayant le droit de combattre dans le cadre exclusif toutefois de la Force de maintien de la paix de l'ONU. Il veut aussi limiter le pouvoir législatif essentiellement à une seule chambre élue, la Chambre des représentants, tandis que la Chambre des conseillers deviendrait une sorte de « Chambre des Lords sans pouvoir » sur le modèle britannique dont les membres seraient nommés à vie par l'empereur du Japon après avoir été désignés par les Représentants pour s'être distingués au service de l'État ou du peuple, sans que cette fonction soit héréditaire.

#### Rapprochement avec les démocrates
Toutefois, une nouvelle scission a lieu en avril 2000 en vue des élections qui doivent se tenir en 2000 entre les partisans du maintien de l'alliance avec le PLD qui fondent alors (sous la conduite de Takeshi Noda ou Toshiki Kaifu) le Parti conservateur, et ceux, emmenés par Ozawa, qui refusent les conditions d'un accord électoral avancées par leur partenaire de coalition et désirent retourner dans l'opposition. Sur les 40 représentants que comportaient le groupe libéral à la fin de la législature, 21 (puis 18, les 3 autres rejoignant rapidement le PLD) choisissent la première option et 19 la seconde, tandis que les deux camps emportent chacun une moitié des 12 conseillers du parti. Mais les élections donnent raison à Ozawa et à ses partisans, puisque le Parti libéral obtient aux législatives du 25 juin 2000 22 élus (4 circonscriptions sur 300, dont 3 sur les 4 de la préfecture d'Iwate qui fait figure de véritable fief d'Ichirō Ozawa, et 3,38 % des suffrages au scrutin majoritaire, 18 sièges et 11,01 % des voix à la proportionnelle) contre 7 aux conservateurs (tous élus au suffrage majoritaire grâce au soutien du PLD en ne totalisant pour ce mode de scrutin que 2,02 % des voix, et seulement 0,41 % à la proportionnelle).
À la suite de ce scrutin, le parti libéral ne cesse de se rapprocher du PDJ, toujours principale force d'opposition et devenu entretemps, sous la présidence de Naoto Kan et de Yukio Hatoyama, un parti de centre-gauche. Le 25 septembre 2003, son parti fusionne avec le Parti démocrate du Japon pour tenter de briser le monopole politique du PLD (juste après la réélection à la tête de la majorité du populaire Jun'ichirō Koizumi et alors qu'il est attendu qu'il provoque rapidement des élections anticipées) et Ozawa devient président délégué du parti. Lors du renouvellement de la Chambre des représentants qui a lieu le 9 novembre suivant, le PDJ réduit plus que jamais son écart sur le PLD : il obtient ainsi 177 sièges, soit 50 de plus qu'en 2003 et 40 supplémentaires par rapport à la fin de la législature précédente, et surtout, avec 37,4 % des voix contre à peine 35 % pour le PLD, ses listes au scrutin à la proportionnelle battent celles du parti majoritaire pour la première fois de son histoire lors d'une législative.

### Au Parti démocrate du Japon
Au sein du PDJ, certains anciens du Parti libéral forment avec des démocrates plus anciens et de nouveaux élus à partir de 2003 une faction appelée Isshin-kai (一新会) ou « Comité du Renouveau » qui soutient au sein du parti Ichirō Ozawa. Il s'agit de l'une des principales tendances internes au PDJ avec la faction de Yukio Hatoyama, et se positionne plus à droite que cette dernière qui est plutôt modérée et centriste. Mais le « groupe Ozawa » (小沢グループ, Ozawa-gurūpo), plus large que le simple Isshin-kai, comprend également l'essentiel des parlementaires issus du Parti libéral mais n'appartenant pas à cette faction (comme Ozawa lui-même), ainsi que de jeunes élus issus de l'« École politique Ichirō Ozawa » fondée par ce dernier en 2001 pour former les « dirigeants de demain ».
Fort de cette importante base, il est pressenti comme le favori à la course à la présidence du parti à la suite de la démission, le 10 mai 2004, de Naoto Kan, mais il doit se retirer le 17 mai après avoir admis n'avoir pas payé ses cotisations de retraite pendant 6 ans jusqu'en mars 1986 (avant donc que ces cotisations ne deviennent obligatoires, mais le contexte politique de l'époque avait rendu sa situation instable, plusieurs autres personnalités politiques d'importance, dont Naoto Kan, ayant perdu leur poste les semaines précédentes pour les mêmes raisons).

### De nouveau chef de l'opposition
À la suite de la démission de Seiji Maehara en mars 2006, Ichirō Ozawa est élu à la tête du PDJ par les parlementaires du parti avec une nette avance sur son adversaire, Naoto Kan, par 119 voix contre 72. Il hérite d'un mouvement politique certes meneur de l'opposition mais discrédité par la succession de trois présidents en moins de deux, une série de scandales et surtout n'arrivant pas à bousculer la domination du PLD comme le montrent ses résultats lors des élections à la Chambre des représentants de 2005 au cours desquelles le PDJ perd 64 sièges (et donc ne dispose plus que de 113 sièges sur 480) tandis que le PLD en gagne 84 de plus qu'en 2003 et donc retrouve à lui seul la majorité absolue (296 élus sur 480). Pour relancer le mouvement et dans un souci d'unité et d'efficacité, il confie la présidence déléguée à Kan et laisse le poste de secrétaire général à Yukio Hatoyama, réunissant les deux pères fondateurs du parti à ses côtés.

#### Faire du PDJ un parti pouvant accéder au pouvoir

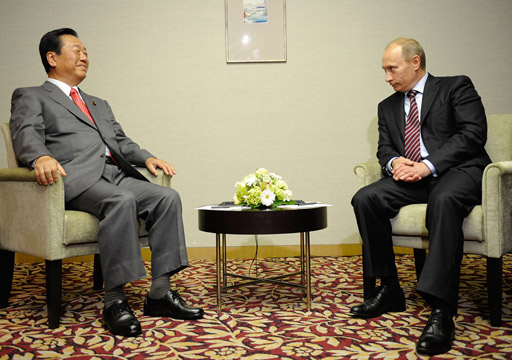
Avec Vladimir Poutine en 2009

Déterminé « à fonder un nouveau Japon », il bénéficie largement du départ du populaire Premier ministre Jun'ichirō Koizumi le 26 septembre 2006 et se montre un opposant efficace face à ses successeurs et à un PLD qui, ayant perdu un leader charismatique, semble en quête d'idéologie.
Il s'engage alors personnellement et avec force dans la campagne des élections pour le renouvellement de la moitié de la Chambre des conseillers du 29 juillet 2007, y voyant non seulement le moyen pour le PDJ de se redresser mais aussi « la meilleure opportunité et la dernière chance » pour l'opposition d'obtenir le contrôle d'au moins une partie de la Diète, promettant de démissionner de la présidence du mouvement si ce devait encore une fois ne pas être le cas. Brillant tacticien, il se concentre sur les campagnes et les zones rurales, connues pour être des bastions jusque-là considérés comme imprenables du PLD, une stratégie qui s'avère payante. En effet, le jour du scrutin, les démocrates devancent largement le PLD au vote majoritaire (24 millions de voix soit 40,45 % des suffrages, soit plus que les scores cumulés des deux composantes de la majorité qui atteignent ensemble difficilement les 22 millions de votes et les 37,3 %, le PDJ remporte ainsi 40 sièges sur 73 par ce mode de scrutin) et à la proportionnelle (la liste démocrate arrive en tête avec 23 millions de votants, soit 39,5 % des voix, et 20 sièges sur 48 contre 16,5 millions, 28,1 % et 14 élus au parti au pouvoir).
Alors que 32 conseillers démocrates remettaient leur siège en jeu, le PDJ en obtient, à la suite du scrutin, 60 sur les 121 à pourvoir. Avec désormais 109 élus sur 242, il est le premier parti de la chambre haute, et forme avec le Shin-Ryokufūkai et les partis fondés en 2005 par des dissidents du PLD opposés à la privatisation de la poste (le Nouveau parti du peuple et le Nouveau parti Nippon) un groupe commun de 120 membres. Ichirō Ozawa apparaît dorénavant comme le premier chef de l'opposition pouvant prétendre réellement au poste de Premier ministre et détient donc désormais la majorité à la chambre haute de la Diète du Japon. Si cela ne permet pas au PDJ d'arriver enfin au pouvoir, cela lui donne un nouveau poids qu'il n'avait eu auparavant que pendant quelques mois en 1998, et laisse entrevoir la possibilité d'une alternance. Après la démission de Shinzō Abe, qui a tenté sans succès de se maintenir à la tête du gouvernement, le 12 septembre 2007, Ichirō Ozawa est élu le 25 septembre Premier ministre par la Chambre des conseillers tandis que le successeur d'Abe à la tête du PLD, Yasuo Fukuda, est choisi par la Chambre des représentants (qui a le dernier mot). Ce cas de figure ne s'était plus reproduit depuis 1998 (où Naoto Kan avait été élu par la chambre haute plutôt que Keizō Obuchi).

#### Entre projet de «grande coalition» et opposition systématique
Peu de temps après la mise en place du gouvernement Fukuda, dans un contexte de débat intense entre la majorité et l'opposition au sujet du renouvellement de la mission de ravitaillement des troupes de la coalition internationale en Irak et en Afghanistan, il apporte son soutien, après un rendez-vous avec le Premier ministre le 2 novembre 2007, à l'idée d'une grande coalition qui unirait le PLD au PDJ. Désavoué par son propre parti, il annonce son départ de la présidence du mouvement le 4 novembre avant de se rétracter et de retirer sa démission dès le 6 novembre.
Défendant l'idée d'une réforme profonde de la manière de faire de la politique au Japon, nécessaire selon lui pour régler la crise économique, il s'est engagé avec son parti à partir de la fin du mois de novembre 2007 dans une stratégie d'opposition systématique au PLD. Il se sert ainsi de la majorité obtenue par le PDJ à la Chambre des conseillers pour mettre en difficulté le Cabinet sur les principaux textes présentés, le poussant à les retirer ou à passer en force en les faisant revoter par une majorité des 2/3 des membres de la Chambre des représentants. Appelant à l'organisation d'élections législatives anticipées, arguant que la Chambre basse actuelle avait été élue dans un contexte particulier de soutien au Premier ministre Jun'ichirō Koizumi (désormais retiré) et de ses réformes, il fait voter par la Chambre des conseillers une motion de censure (par 131 voix contre 105) ayant uniquement pour but de déstabiliser le gouvernement (une censure votée par la chambre haute n'a pas le pouvoir de forcer un cabinet à démissionner, seule la chambre basse peut le faire).
Cette opposition acharnée a été l'un des principaux facteurs de l'impopularité de Yasuo Fukuda qui finit par démissionner le 1er septembre 2008. Tandis qu'Ozawa est une nouvelle fois élu Premier ministre par la Chambre des conseillers (127 contre 108), Fukuda est remplacé à la tête du gouvernement par le populiste Tarō Asō (élu par la Chambre des représentants par 337 voix contre 117 à Ozawa) sur un programme de baisse des impôts, de ralentissement des réformes libérales et de rejet d'une politique de rigueur budgétaire. Désormais, l'idée d'une dissolution de la Chambre des représentants n'est plus uniquement défendue par le PDJ mais également par plusieurs personnalités du PLD (afin de profiter de la période « d'état de grâce » du nouveau Premier ministre). Ichirō Ozawa, reconduit à la tête du PDJ lors de son congrès du 21 septembre 2008 (seul candidat à sa succession, il avait été réélu triomphalement le 8 septembre 2008), a pour sa part très vite repris une attitude offensive à l'encontre du nouveau gouvernement et rappelé sa volonté de voir rapidement organisées des élections anticipées, jugeant que : « Si les partis au pouvoir ont perdu leur capacité à gouverner, il est logique dans une démocratie parlementaire de confier le gouvernement à l'opposition et d'organiser une élection ».

#### Un leader ne faisant pas l'unanimité
Initialement marqué à droite, il changea souvent de camp pour maintenant être leader d'un parti centriste voire qualifié parfois de centre gauche. Le fait que chaque mouvement qu'il a présidé avant le PDJ ait disparu sous sa direction (le Shinshintō a éclaté en 1998 en une multitude de petits partis, le Parti libéral s'est dissout dans le PDJ en 2003) lui a valu le surnom au sein des médias japonais du « Destroyer » ou « Roi de la Destruction » (破壊王, Hakainō).
Il est foncièrement libéral, mais prit un virage tactique vers la gauche en se rapprochant notamment d'une certaine forme de keynésianisme et de l'aile sociale-démocrate du PDJ (tout particulièrement de la faction des anciens membres du PSJ qui le soutiennent traditionnellement). Il est partisan d'un Japon plus fort sur le plan international, voulant obtenir un siège permanent au Conseil de sécurité des Nations unies, une réforme de la Constitution pour lui permettre d'avoir une véritable armée (ayant même appelé en 2002, pour contrer la course à l'armement des Chinois, de développer un programme militaire de dissuasion nucléaire) et une diplomatie favorisant le multilatéralisme, plus proche des Nations unies et donc plus indépendante des États-Unis (en s'opposant notamment au soutien à la coalition militaire en Irak) ; il était également anticommuniste militant durant la Guerre froide.
C'est un opposant déterminé et fort ; cependant son caractère parfois autoritaire ne fait pas l'unanimité au Parti démocrate du Japon qui lui reproche parfois de prendre seuls les décisions, comme en témoigne l'épisode de la « grande coalition ». Il a aussi une santé fragile (problèmes cardiaques) qui l'obligea à se reposer durant la campagne sénatoriale. Il a été hospitalisé pendant quelques jours à partir du 7 octobre 2008 pour un « refroidissement ».
Si l'impopularité du gouvernement Fukuda semble avoir donné plus de chances que jamais au PDJ d'arriver enfin aux affaires, le parti d'opposition ne fait pas pour autant l'unanimité. Ainsi, une enquête réalisée pour le Yomiuri Shimbun au début du mois d'octobre 2008 fait état de 58 % des sondés prêts à voir le PDJ arriver au pouvoir, tandis que seulement 46 % d'entre eux le pensent capable de gouverner (contre 47 % ne le pensant pas et 67 % des interrogés considérant en revanche le PLD capable de le faire). De plus, 57 % des sondés disent avoir une bonne impression de Tarō Asō, contre seulement 35 % pour Ichirō Ozawa. Mais, en raison de la crise financière et de nombreux dérapages, Asō a atteint à son tour des sommets d'impopularité, favorisant de ce fait Ozawa : un autre sondage du Yomiuri en fait le deuxième choix potentiel des personnes interrogées pour devenir Premier ministre, avec 13,3 % de soutiens, derrière l'ancien chef de gouvernement PLD (resté très populaire) Jun'ichirō Koizumi (avec 14,4 %) mais loin devant Tarō Asō (4,7 %).
Néanmoins, l'arrestation au début du mois de mars, pour avoir accepté illégalement de l'argent d'un grand groupe de construction, de son secrétaire en chef, l'affaiblit lui ainsi que l'opposition : des sondages montrent qu'une majorité de Japonais attendent sa démission de la présidence du PDJ, ce qu'il a promis qu'il ferait si les effets de ce scandale devait se révéler réellement handicapant pour le parti en vue des élections législatives qui doivent se tenir quoi qu'il arrive au plus tard en septembre 2009, tandis que certains observateurs imputent à cette affaire la contre-performance réalisée par les candidats soutenus par le mouvement à des élections de gouverneur dans les préfectures de Chiba et Akita. Un nouveau sondage réalisé par le Yomiuri Shinbun à la fin du mois d'avril 2009 ne le place plus qu'à la quatrième position des éventuels Premiers ministres avec 6,5 % des personnes interrogées le choisissant, derrière l'éternel préféré des enquêtes d'opinion Jun'ichirō Koizumi (14,8 %), le ministre de la Santé Yoichi Masuzoe (9 %) et le chef du gouvernement en exercice Tarō Asō (7,1 %).
Après un mois d'incertitude, il annonce finalement sa démission de la présidence du PDJ le 11 mai 2009. Toutefois, les parlementaires du parti élisent pour lui succéder le 16 mai son secrétaire Yukio Hatoyama qui a fait preuve jusqu'au bout d'une fidélité sans faille à son égard au point que ses adversaires le considère comme sa « marionnette », et Ichirō Ozawa conserve une influence notable au sein de la direction du parti. Connu pour ses talents de tacticien et son efficacité dans les campagnes électorales, il est nommé dès le lendemain de l'élection d'Hatoyama à la tête du PDJ président délégué, rejoignant à ce poste Naoto Kan et Azuma Koshiishi, chargé tout spécialement d'organiser la stratégie du mouvement en vue des élections législatives qui ont finalement lieu le 30 août 2009.

### De nouveau «Shōgun de l'Ombre»?

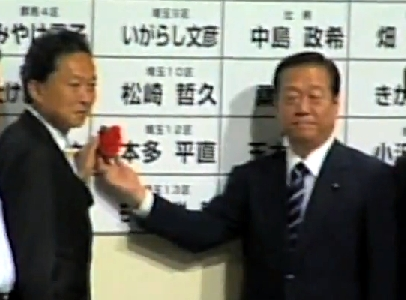
Yukio Hatoyama et Ichirō Ozawa marquent les circonscriptions gagnées au soir de la victoire des élections législatives du 30 août 2009

Il est considéré par les observateurs de la vie politique japonaise comme l'un des principaux artisans de la victoire historique de son parti (qui obtient 308 sièges sur 480) lors de ce scrutin, si bien que les médias ont ressorti l'expression née en 1990 d'« Enfants d'Ozawa » (小沢チルドレン, Ozawa chirudoren) pour désigner cette masse de jeunes nouveaux élus sous sa conduite, également appelés le « bataillon Ozawa » (小沢軍隊, Ozawa guntai) qui compterait environ 140 ou 150 des 308 députés démocrates,. Il avait notamment organisé depuis 2008 le recrutement et la formation aux campagnes électorales de femmes issues de la société civile et au parcours remarquable afin de les présenter dans des circonscriptions clés face à des poids lourds de l'autre camp : pendant des « Assassins » (刺客, Shikyaku) mis en avant par Jun'ichirō Koizumi et le PLD en 2005, les « Ozawa Girl » (小沢ガールズ, Ozawa gaaruzu) remportent un large succès (le PDJ fait ainsi élire 40 de ses 46 candidates, portant à 54 le nombre de femmes à la Chambre des représentants).
Même s'il n'est plus à la tête du parti et ne peut donc accéder au poste de Premier ministre, son influence au sein de la scène politique japonaise paraît alors plus forte que jamais, comme semble en témoigner la décision de Yukio Hatoyama de le nommer comme secrétaire général (et donc numéro 2) du PDJ. Certains médias reprennent d'ailleurs alors son surnom de « Shōgun de l'Ombre » et font le parallèle avec la forte influence dont il avait joui sur les décisions gouvernementales lors de la coalition anti-PLD de 1993-1994,. Néanmoins, le gouvernement Hatoyama ne comporte que deux membres du groupe Ozawa sur 16 ministres, et l'un d'entre eux, le ministre des Finances Hirohisa Fujii, après avoir été pendant longtemps l'un de ses principaux lieutenants depuis 1993, avait pris ses distances lors du scandale du printemps 2009 en faisant partie à l'époque des parlementaires demandant sa démission. À côté de cela, il comprend plusieurs ministres particulièrement critiques d'Ozawa (Yoshito Sengoku au poste clé de la Revitalisation du gouvernement et à la Réforme de la Fonction publique, les anciens présidents du parti Seiji Maehara et Katsuya Okada respectivement au Territoire, Infrastructures et Transports et aux Affaires étrangères).
Pour autant, les médias voient dans plusieurs décisions du Premier ministre l'influence d'Ichirō Ozawa. Ce dernier fait notamment pression sur Yukio Hatoyama, avec succès, en décembre 2009 pour maintenir les surtaxes routières représentant un revenu total pour l'État de 2,5 billions de yens en moyenne par an, malgré la promesse de campagne du PDJ de mettre fin à ce surplus afin d'aider à la consommation et que le ministre des Finances Hirohisa Fujii qualifiait « de partie extrêmement importante du programme » électoral du parti. De même, la démission de Fujii le 6 janvier 2010, officiellement en raison d'ennuis de santé, est perçue par certains analystes, dont l'éditeur du journal Inside Line Takao Toshikawa, le professeur à l'université Meiji de Tokyo Masaru Takagi ou encore celui à l'université Keiō Yoshiaki Kobayashi, comme le résultat de l'influence d'Ozawa qui entretenait des relations de plus en plus conflictuelles avec le ministre des Finances. Il s'oppose également avec force au plan du ministre des Transports Seiji Maehara prévoyant d'augmenter le maximum payé aux péages de 1000 à 2 000 yens afin de financer la construction de nouvelles routes décidée par le gouvernement d'ailleurs à la suite de pressions d'Ozawa. En effet, ce dernier, tout en maintenant son attachement au développement de nouvelles infrastructures, reproche dans le même temps au plan Maehara d'être incompatible avec la promesse électorale du PDJ de gratuité à terme des péages tandis que le ministre des Transports estime que le gouvernement n'a pas d'autre choix pour financer la construction de nouvelles routes.
Un nouveau scandale de corruption touchant plusieurs de ses collaborateurs affecte sa popularité et pousse de nombreuses personnalités, y compris au sein du PDJ (notamment le président du Comité de recherche politique Yukio Edano), à demander sa démission du poste de secrétaire général. En effet, Tomohiro Ishikawa, aujourd'hui député, Mitsutomo Ikeda, un autre ancien assistant d'Ozawa, et Takanori Okubo, toujours membre de son équipe, sont arrêtés au début du mois de janvier 2010 puis mis en examen le 4 février suivant, étant accusés d'avoir falsifié les comptes de l'organisme de financement des campagnes de l'homme politique pour cacher plusieurs « pots-de-vin » provenant de compagnies du BTP, en n'ayant pas rapporté notamment l'achat pour 400 millions de yens (3,2 millions d'euros) d'un terrain dans l'arrondissement de Setagaya à Tokyo. Ichirō Ozawa est lui-même interrogé par les enquêteurs le 23 janvier mais n'est finalement pas poursuivi par la justice. Malgré tout, l'opposition concentre ses attaques contre le gouvernement sur ce sujet, demandant la comparution sous serment d'Ozawa devant une commission d'enquête parlementaire, tandis que plusieurs sondages font état d'environ 70 % de personnes interrogées souhaitant sa démission. S'il est officiellement soutenu à plusieurs reprises par le Premier ministre Yukio Hatoyama, la nomination le 10 février 2010 de Yukio Edano, l'un des parlementaires démocrates les plus critiques à son égard, en tant que ministre d'État à la Revitalisation du gouvernement est largement présentée par les médias comme un moyen pour le Cabinet de se démarquer de lui.

### Opposant à Naoto Kan puis à Yoshihiko Noda
Après le recul du gouvernement sur sa promesse de déménager hors de l'île d'Okinawa la base américaine de Futenma, et devant la forte impopularité du duo exécutif du parti majoritaire, Hatoyama et Ozawa démissionnent conjointement de leurs responsabilités à la tête du PDJ le 2 juin 2010. Deux jours plus tard, Naoto Kan, qui a appelé Ozawa « à se tenir tranquille pour le moment » et a reçu le soutien de plusieurs figures du parti qui lui sont hostiles (dont surtout Katsuya Okada et Seiji Maehara), est élu pour devenir le nouveau président du parti et donc Premier ministre. Et Kan nomme le 7 juin un autre adversaire interne à l'influence d'Ozawa, Yukio Edano, pour lui succéder en tant que secrétaire général et numéro 2 du parti. Il ne se met pas en retrait, critiquant d'autant plus Kan après la contre-performance du PDJ aux élections pour le renouvellement de la moitié de la chambre haute du 11 juillet 2010, lui faisant perdre la majorité absolue dans cette assemblée. Ichirō Ozawa accuse notamment le nouveau Premier ministre d'être responsable de cet échec en ayant déclaré vouloir discuter d'une éventuelle hausse de la taxe sur la consommation alors que le parti s'était engagé en 2009 à ne pas recourir à cette solution avant la fin de la législature.
Fort du soutien de près de la moitié des députés démocrates, et malgré la menace pesant encore sur lui d'être mis en examen pour les affaires de financement politique, il annonce le 26 août 2010 qu'il se présente contre Naoto Kan à l'élection présidentielle du PDJ prévue pour le 14 septembre. Il reçoit le jour même le soutien de Yukio Hatoyama (alors que celui-ci avait auparavant apporté son appui à une éventuelle réélection de Kan tout en ne cachant pas ses critiques à son égard), ce qui ne signifie pas pour autant un ralliement unanime de la cinquantaine de membres de la faction de ce dernier (certains ayant notamment émis la crainte qu'une candidature Ozawa puisse aboutir à une division irréparable du parti, tandis que d'autres se disent préoccupés de ses éventuels démêlés judiciaires). Il a également obtenu un accord formel de coopération de l'ancien ministre de l'Agriculture Hirotaka Akamatsu, l'un des poids lourds du groupe des anciens socialistes (faction qui s'est toujours montrée proche d'Ozawa par le passé et comprenant une vingtaine de parlementaires), à condition qu'il « essaye de réunifier le parti » selon le Nihon Keizai Shinbun. Il a de même rencontré Keishū Tanaka (président de l'« Association démocrate socialiste », faction des anciens démocrates socialistes réunissant une trentaine de membres) et Tsutomu Hata (dont la faction centriste ou conservatrice de gauche réunit toujours environ vingt membres de la Diète mais qui est divisée face à la candidature Ozawa : si celle-ci est fermement défendue par le ministre Kazuhiro Haraguchi, les deux autres chefs historiques de ce groupe, Kōzō Watanabe et Hajime Ishii, ou encore le ministre de la Défense Toshimi Kitazawa soutiennent pour leur part Kan), sans que le ralliement de ces derniers soit officiellement annoncé.
Ichirō Ozawa semble ainsi réunir derrière lui l'aile gauche du PDJ (sociaux-démocrates et conservateurs de gauche), plaçant la priorité sur la relance de l'économie par la consommation intérieure, voulant respecter le plus possible les promesses du programme électoral de 2009 (telles que le doublement à 26 000 yens de l'allocation pour l'enfance dès 2011 ou encore la mise en place de relations plus équilibrées avec les États-Unis, en revenant sur l'accord signé par Hatoyama concernant le déménagement de la base de Futenma, et plus approfondies avec la Chine et la Corée du Sud) et rejetant toute hausse proche des impôts (et tout particulièrement de la taxe sur la consommation). Si la totalité des membres de ces factions votent effectivement pour lui, il pourrait bénéficier d'entre 230 et 290 bulletins sur les 412 parlementaires démocrates, soit en tout (le vote des députés et conseillers comptant pour deux voix lors de l'élection du président) entre 460 et 580 des 1 224 suffrages (824 alloués aux parlementaires, 300 représentant le choix des quelque 350 000 militants et les 100 derniers bulletins valant pour les 2 382 élus locaux démocrates). Son potentiel avantage au sein des membres de la Diète pourrait ainsi être contrebalancé par de mauvais résultats auprès de la base du parti, d'autant qu'un sondage réalisé à la fin du mois d'août par l'agence Kyodo News montre que le Premier ministre reste largement plus populaire qu'Ozawa pour rester Premier ministre (69,9 % des personnes interrogées préférant Kan contre 15,6 % souhaitant qu'Ozawa lui succède, ces chiffres portant toutefois sur des citoyens de tous bords politiques et ne se limitant pas aux seuls militants démocrates, seuls juges le jour de l'élection). De plus, les membres des factions Hatoyama, Hata, des ex-PSJ et des ex-PDS apparaissent finalement très divisés au cours de la campagne. Ainsi, un sondage réalisé par le Mainichi Shimbun parmi les 412 parlementaires démocrates fait état de seulement 185 d'entre eux se déclarant prêts à voter pour Ozawa (dont 122 soutiens « sûrs » et 63 « potentiels ») contre 164 pour Kan (également 122 soutiens « sûrs » et 42 potentiels) et 63 indécis n'ayant pas encore fait leur choix. Une autre étude, réalisée au même moment par le Yomiuri Shimbun, montre un écart encore plus serré avec environ 160 députés et conseillers pour chacun des deux candidats et environ 90 indécis. Un sondage du Sankei Shimbun montre de plus un certain avantage de Kan parmi les élus locaux : 50 % des 695 conseillers préfectoraux et municipaux ayant répondu à l'enquête apporteraient leurs voix au Premier ministre en exercice, contre 24 % pour Ozawa.
Le jour du scrutin, il est finalement assez nettement battu par son adversaire, par 491 voix sur 1 222 contre 721 à Kan et 10 blancs. Il est comme prévu distancé au sein du vote des élus locaux (40 points sur 100 contre 60) et des militants (51 points sur 300 contre 249), mais est également devancé de peu au sein des parlementaires (200 élus de la Diète sur 411 le choisissant contre 206 pour Kan et 5 blancs, ces votes comptant double). Naoto Kan est ainsi confirmé comme président du PDJ et Premier ministre. Par la suite, Ichirō Ozawa est rattrapé par les affaires ayant touché son organisation de financement politique. Le 4 octobre 2010, alors que le bureau des procureurs avaient décidé à deux reprises de ne pas le mettre en examen après l'avoir interrogé, un panel indépendant de citoyens, chargé de donner son avis sur l'instruction, rend publique sa décision prise le 14 septembre précédent qui estime que les autorités judiciaires n'ont pas assez enquêtés sur le rôle d'Ozawa dans ce scandale et recommande donc pour la seconde fois son inculpation, rendant celle-ci inévitable,. Ozawa émet un recours administratif pour faire annuler cette décision, mais cette requête est rejetée successivement par la Cour du district de Tokyo, par la Haute Cour de Tokyo et finalement par la Cour suprême le 25 novembre 2010. Quoi qu'il en soit, et malgré les pressions du nouveau secrétaire général du PDJ Katsuya Okada, Ozawa refuse à plusieurs reprises de témoigner sous serment devant la Diète, jusqu'au 28 décembre 2010. À cette date, il annonce vouloir venir témoigner sans serment devant la commission de l'éthique de la Chambre des représentants dès l'ouverture de la session ordinaire en janvier 2011 si les partis d'opposition faisaient de cette comparution une condition à leur coopération pour le vote du budget 2011, et sinon dès que ce dernier serait voté. Par la suite Naoto Kan et Katsuya Okada tentent de pousser Ozawa, qui se montre de plus en plus réticent à honorer cette promesse, à s'exécuter le plus tôt possible, surtout après sa mise en examen pour violation de la loi de contrôle des fonds politiques le 31 janvier 2011. La ligne de la direction du parti à l'égard de son ancien dirigeant se montre alors de plus en plus ferme. Malgré la menace faite le 17 février par 16 députés fidèles d'Ozawa de quitter le Parti démocrate et de s'opposer au vote du budget ou au processus d'augmentation de la taxe sur la consommation, le bureau du mouvement décide le 22 février 2011 de suspendre Ichirō Ozawa de son statut de militant tant que son procès (qui doit s'ouvrir d'ici à septembre 2011) ne serait pas terminé. Ichirō Ozawa conteste cette sanction qu'il qualifie de « sans précédent et difficile à comprendre » et qu'il estime n'avoir « aucune raison rationnelle » la justifiant.
Bien que mis en retrait du parti, il continue ses attaques contre l'administration Kan par le biais de ses nombreux partisans, dont certains font même dissidences pour rejoindre l'opposition. Lorsqu'une motion de censure est déposée par les libéraux-démocrates, le Nouveau Kōmeitō et Tachiagare Nippon à la Chambre des représentants contre le Cabinet de Kan le 1er juin 2011, Yukio Hatoyama et Ichirō Ozawa, ainsi que certains de leurs partisans au sein du PDJ, laissent entendre qu'ils pourraient également adopter cette censure afin de forcer le chef de la majorité à démissionner et permettre la désignation d'un nouveau Premier ministre qui pourrait former une grande coalition. Néanmoins, le jour du vote, le 2 juin, la motion est très largement rejetée, par 152 voix pour, 293 contre et 34 non votants. Seuls deux députés démocrates (Kenkō Matsuki et Katsuhiko Yokokume) votent en faveur de la motion et quittent le parti, tandis qu'Ozawa et 14 de ses proches s'abstiennent. Naoto Kan, pour écarter le risque d'une fronde plus importante, a dû promettre avant que la motion ne soit soumise aux suffrages que : « Une fois que j’aurai achevé ma gestion du désastre et assumé mon rôle jusqu’à un certain point, je voudrais transmettre mes responsabilités à une génération plus jeune », sous-entendant ainsi sa démission prochaine sans pour autant donner de calendrier précis. Il donne plus de détails le 27 juin suivant sur les conditions de son départ, devant se faire après l'adoption de trois textes jugés importants : le deuxième budget de reconstruction (acté le 25 juillet), le projet de loi sur l'émission d'obligations pour l'année fiscale 2011 et celui sur les énergies renouvelables (ces deux dernières lois étant définitivement adoptées le 26 août). Lors de la campagne pour lui trouver un successeur qui s'engage alors, le statut d'Ichirō Ozawa au sein du PDJ devient un thème important sur lequel tous les candidats se prononcent, certains demandant le maintien de son exclusion temporaire (ceux issus de la jeune garde et aile droite, à savoir Yoshihiko Noda et Seiji Maehara) et d'autres au contraire promettant la levée des sanctions internes à son encontre au nom de la cohésion du parti (le ministre de l'Économie Banri Kaieda, qui est largement vu comme le prétendant des groupes Ozawa et Hatoyama, celui de l'Agriculture Michihiko Kano ou encore l'ancien ministre du Territoire Sumio Mabuchi). Banri Kaieda arrive en tête du premier tour le 29 août 2011 avec 143 voix sur 398 parlementaires inscrits et 395 votants, mais est battu au second par Yoshihiko Noda par 177 votes contre 215. Toutefois, ce dernier, qui a modéré ses positions anti-Ozawa, confie des postes importants à des alliés (l'ex-socialiste Azuma Koshiishi devient le nouveau secrétaire général et du numéro deux du PDJ, ou encore le lieutenant de Hatoyama Hirofumi Hirano est son nouveau président du Comité des Affaires de la Diète) ou fidèles de l'ancien « Shōgun de l'ombre » (trois ministres sur 18 sont issus de son groupe de pression, contre seulement un dans le précédent gouvernement).
Ichirō Ozawa, après quelques mois d'absences médiatiques (marqués notamment par le début de son procès en octobre 2011, une semaine après la condamnation de ses trois anciens collaborateurs également inculpés tandis que lui-même plaide non coupable et présente cette affaire comme « un abus du pouvoir d'État » pour le « détruire politiquement et socialement »), reprend ses offensives contre la direction du parti et du gouvernement lorsque Yoshihiko Noda relance deux projets initiés par Naoto Kan : l'entrée du Japon dans les négociations du Trans-Pacific Strategic Economic Partnership (TPP) et la réforme de la fiscalité et de la sécurité sociale (incluant surtout la hausse progressive jusqu'en 2015 de la taxe sur la consommation). Le 21 décembre 2011, il décide de fédérer l'ensemble de ses soutiens à la Diète (que ce soit au sein du PDJ, avec des personnalités issues du groupe Ozawa mais aussi de celui de Yukio Hatoyama, mais aussi provenant de personnalités indépendantes ou de formations mineures de la coalition comme le Nouveau parti Daichi ou neutres comme Genzei Nippon) au sein du « Comité de recherche pour une nouvelle politique » (新しい政策研究会, Atarashii seisaku kenkyūkai), abrégé en Shinseiken (新政研). Ce groupe, présidé par Ozawa, comprend à sa création 106 parlementaires, dont 82 députés et 24 conseillers.
Le 18 avril 2012, à quelques jours du verdict prévu pour son procès, il demande que le PDJ change de direction avant les prochaines élections législatives, qui doivent avoir lieu au plus tard en 2013, estimant que : « Si l'élection présidentielle du parti a lieu d'ici à septembre [date de la fin du mandat en cours de Noda], nous devrions sélectionner une personne qui connaît les intentions initiales du changement de gouvernement [de 2009] et nous battre dans la campagne de la prochaine élection de la chambre basse ». Il est acquitté le 26 avril 2012, trois de ses anciens assistants ayant déjà été condamnés, et sa suspension du PDJ est levée le 8 mai 2012,. Son acquittement est confirmé en appel par la haute cour de Tōkyō le 12 novembre 2012.
Le 26 juin 2012, il vote contre le projet de loi de réforme fiscale et de sécurité sociale (qui prévoit surtout l'augmentation de la taxe sur la consommation), aux côtés de 56 autres députés démocrates (sur 290). Ce texte est néanmoins adopté par la Chambre des représentants grâce au soutien des deux principales formations d'opposition, le PLD et le Nouveau Kōmeitō. Le 2 juillet suivant, il annonce sa démission du PDJ aux côtés de 49 autres parlementaires (37 autres représentants et 12 conseillers).

### « Priorité à la vie du peuple » puis « Parti du futur du Japon »
Le 11 juillet 2012, Ichirō Ozawa crée un nouveau parti, dont le nom reprend un ancien slogan de campagne du PDJ : « Priorité à la vie du peuple » (国民の生活が第一, Kokumin no Seikatsu ga Daiichi). Avec 49 membres de la Diète (37 députés, dont Ozawa, et 12 conseillers), il s'inscrit comme la troisième force politique du Japon et la deuxième de l'opposition. Il dit vouloir défendre les fondamentaux du programme qui a fait la victoire électorale du Parti démocrate en 2009 et se fixe comme objectif principal de faire échouer la mise en place de la réforme fiscale.
Le 1er août 2012, il présente aux médias les trois grandes priorités de son parti : empêcher l'augmentation de la taxe sur la consommation, une sortie d'ici 10 ans du nucléaire et donner plus de pouvoirs et de moyens financiers aux autorités locales.
Il se rapproche d'autres dissidents du PDJ, dont surtout le Parti Kizuna (créé le 30 décembre 2011 par neuf députés opposés aux projets du gouvernement Noda de rejoindre les négociations du TPP et d'augmenter la taxe sur la consommation) d'Akira Uchiyama avec qui il forme un groupe parlementaire commun à la Chambre des représentants, mais aussi le VPD de Muneo Suzuki (dont 3 des 5 parlementaires sont d'anciens démocrates) ou encore Genzei Nippon du maire de Nagoya Takashi Kawamura. La plupart sont membres du Shinseiken qu'il a fondé en décembre 2011 et qui reste ainsi d'actualité. Il entend également vouloir coopérer avec l'Association pour la restauration du Japon (ARJ), nouveau mouvement fédéraliste, libre-échangiste, anti-nucléaire et populiste créé pour relayer sur la scène nationale les idées politiques du populaire maire d'Osaka Tōru Hashimoto. Il entend ainsi créé une « troisième force » entre la majorité démocrate-NPP pro-Noda et l'opposition de centre-droit PLD-Kōmeitō, une coalition sur le modèle de L'Olivier italien des années 1990 et 2000 qui comprendrait le PVP, le Parti Kizuna, le VPD, Genzei Nippon, le NPN, le NPR, les anti-Noda restés au PDJ mais aussi l'ARJ qui montre néanmoins quelques réticences à s'allier avec Ozawa en raison de sa position hostile envers le TPP alors que Tōru Hashimoto soutient ce dernier.
Le 15 novembre 2012, il obtient le ralliement à son mouvement du Parti Kizuna : seul son président, Akira Uchiyama, reste dans un premier temps sans étiquette, avant de rallier finalement le PVP quatre jours plus tard. Après la dissolution de la Chambre des représentants le 16 novembre 2012 et la convocation d'élections législatives pour le 16 décembre suivant, Ichirō Ozawa entre en concurrence avec l'ARJ de Tōru Hashimoto (qui s'unit avec le Parti de l'aube de Shintarō Ishihara) pour constituer une « troisième force » capable de lutter contre le PDJ ou le PLD. L'ancien président du « groupe parlementaire des indépendants pour la réforme » et dissident du PDJ depuis avril 2012, Takatane Kiuchi, député du 9e district de Tōkyō, annonce rejoindre le PVP le 20 novembre 2012. Puis, le lendemain, Osamu Nakagawa, tout récent nouveau dissident du PDJ, déclare son ralliement au parti d'Ichirō Ozawa.
Le 27 novembre 2012, Ichirō Ozawa décide de dissoudre pour rejoindre le Parti du futur du Japon (PFJ) du gouverneur de la préfecture de Shiga, Yukiko Kada, cela afin de devenir une vraie « troisième force » centrée sur le rejet de l'énergie nucléaire et qui regrouperait aussi le Genzei Nippon - Parti anti-TPP, anti-nucléaire de Masahiko Yamada (autre ancien député et ancien ministre du PDJ), Takashi Kawamura (ancien député démocrate, maire de Nagoya et fondateur du Genzei Nippon) et Shizuka Kamei (ancien ministre et ancien président du NPP), mais aussi les 3 députés du Vent vert (tous d'ancien démocrates) et l'ancienne sociale-démocrate Tomoko Abe. S'il laisse la présidence de ce mouvement à Yukio Kada, et si celui-ci regroupe d'autres fortes personnalités (Yamada, Kawamura et Kamei), Ozawa est toujours présenté par les médias et analystes politiques comme le dirigeant principal du PFJ,.